# Sesbania
Sesbania ist die einzige Pflanzengattung der Tribus Sesbanieae in der Unterfamilie Schmetterlingsblütler (Faboideae) innerhalb der Familie der Hülsenfrüchtler (Fabaceae). Die etwa 55 Arten gedeihen in den Subtropen bis Tropen fast weltweit.

## Beschreibung

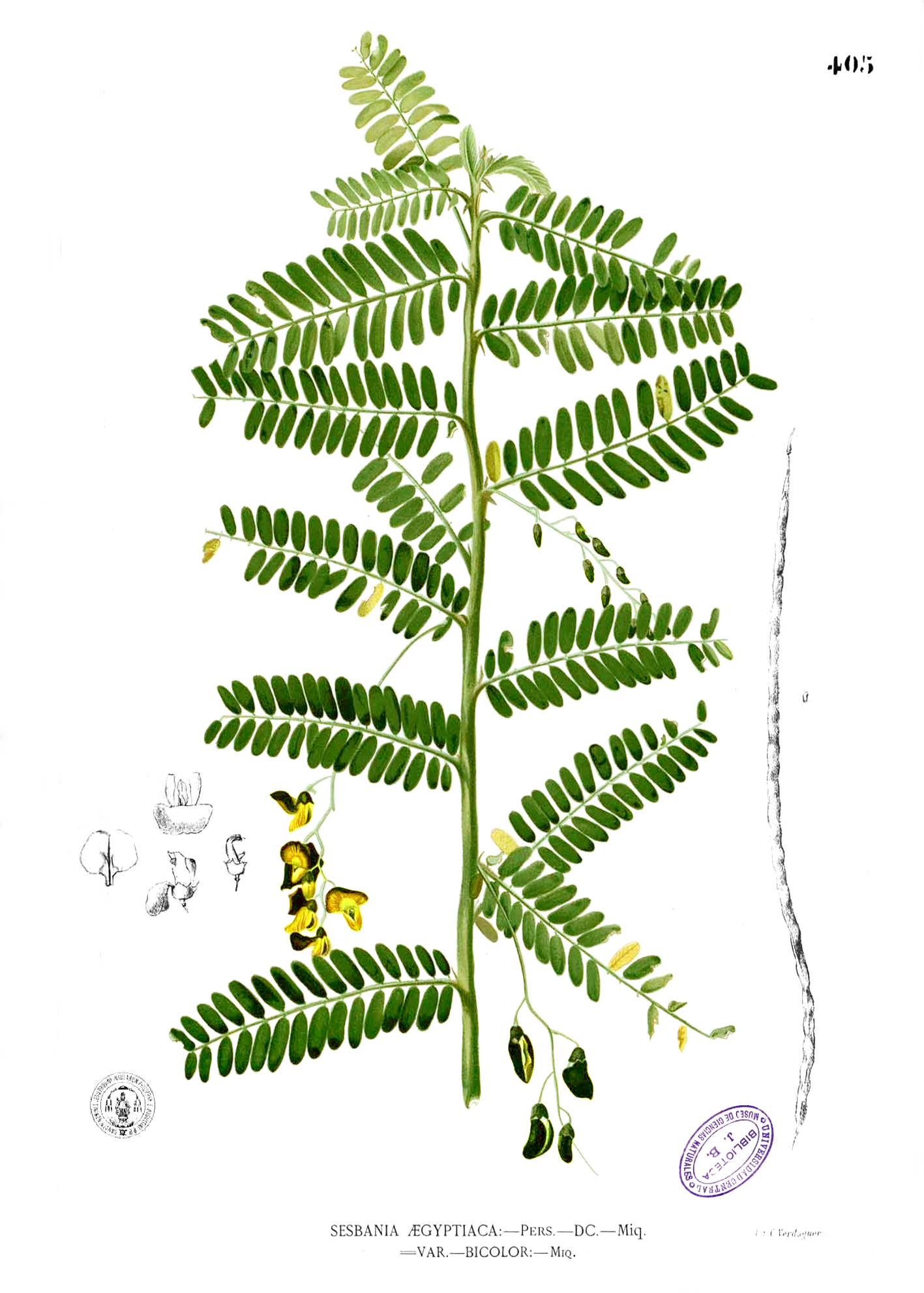
Illustration von Sesbania sesban

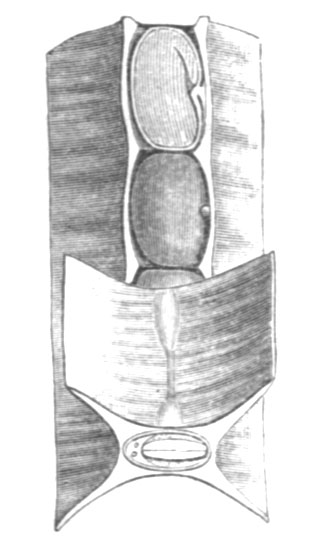
Darstellung des Inneren einer Hülsenfrucht von Sesbania punicea

### Vegetative Merkmale
Die Sesbania-Arten wachsen als krautige Pflanzen, laubabwerfende Sträucher oder selten als Bäume. Die Dornen fallen früh ab. 
Die wechselständig angeordneten Laubblätter sind in Blattstiel und -spreite gegliedert. Die Blattspreiten sind paarig gefiedert. Der Blattstiel und die Rachis sind oft gerillt. Die vielen gestielten Fiederblättchen besitzen einen glatten Rand. Es können „Nebenblättchen“ vorhanden sein. Die Nebenblätter sind klein oder fehlen.

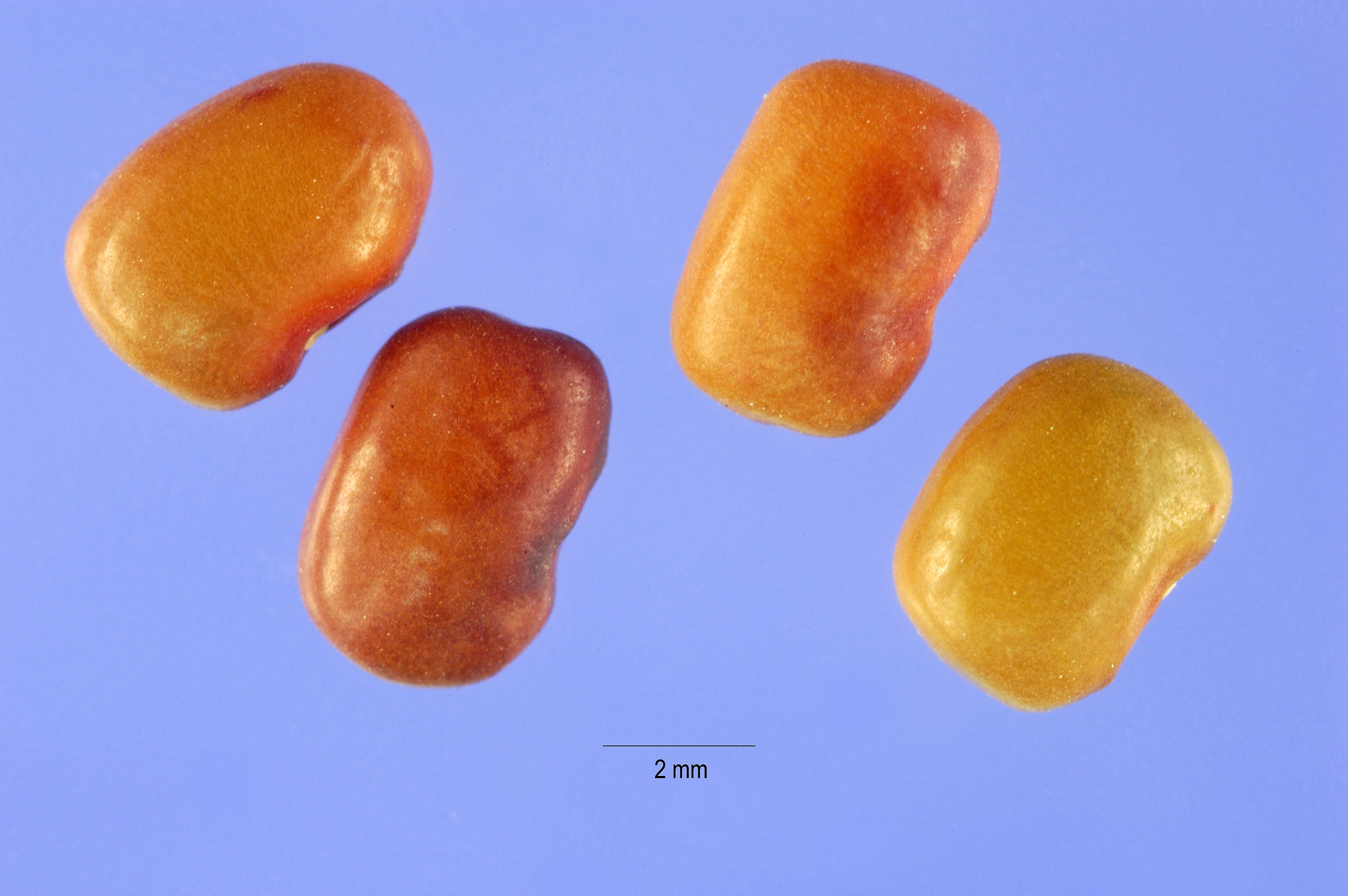
Samen mit Hilum von Sesbania tomentosa

### Generative Merkmale
Am oberen Ende der Zweige befinden sich über einem Blütenstandsschaft seitenständige, traubige Blütenstände. Tragblätter und pfriemförmige Deckblätter sind hinfällig. Die Blütenstiele sind dünn.
Die zwittrigen Blüten sind zygomorph und fünfzählig mit doppelter Blütenhülle (Perianth). Die fünf Kelchblätter sind glockenförmig verwachsen mit fünf annähernd gleichen Zähnen oder selten sind sie fast zweilappig und kürzer als die Kelchröhre. Die fünf kahlen Kronblätter überragen den Kelch. Die Kronblätter sind meist rein gelb oder mit Punkten, selten sind sie weiß, rot oder dunkel-purpurfarben. Die breite Fahne ist genagelt mit zwei Schwielen. Die zwei Flügel sind sichelförmig-länglich und geöhrt. Das gekrümmte Schiffchen ist geöhrt und länger genagelt als die Fahne. Neun der zehn Staubblätter sind verwachsen, das freie befindet sich an der Fahne. Alle Staubbeutel sind gleich und meist unbehaart. Es ist nur ein häufig gestielte Fruchtblatt vorhanden; es ist länglich und enthält zahlreiche Samenanlagen. Der schlanke Griffel ist einwärts gekrümmt und endet in einer kopfigen Narbe.
Die oft langen, linealen und bleistiftförmigen Hülsenfrüchte öffnen sich zur Reife, besitzen Querwände, sind geschnäbelt und enthalten 8 bis 50 Samen. Die Samen besitzen ein rundliches Hilum.

## Verbreitung und Nutzung
Die Gattung Sesbania ist in den Tropen und Subtropen weltweit verbreitet.
Einige Arten finden als Nutzpflanzen Verwendung.

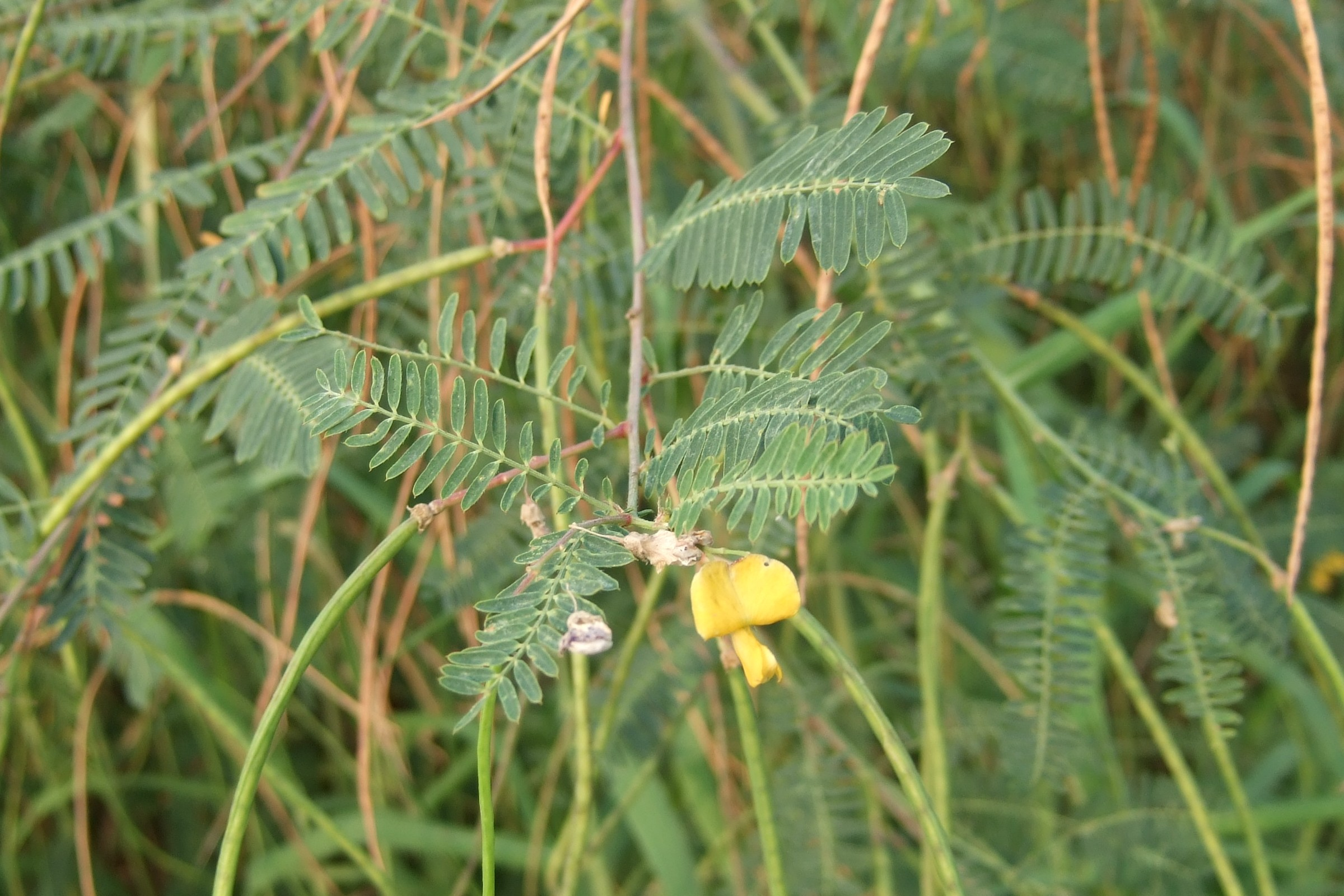
Paarige gefiederte Laubblätter und Schmetterlingsblüte von Sesbania cannabiana

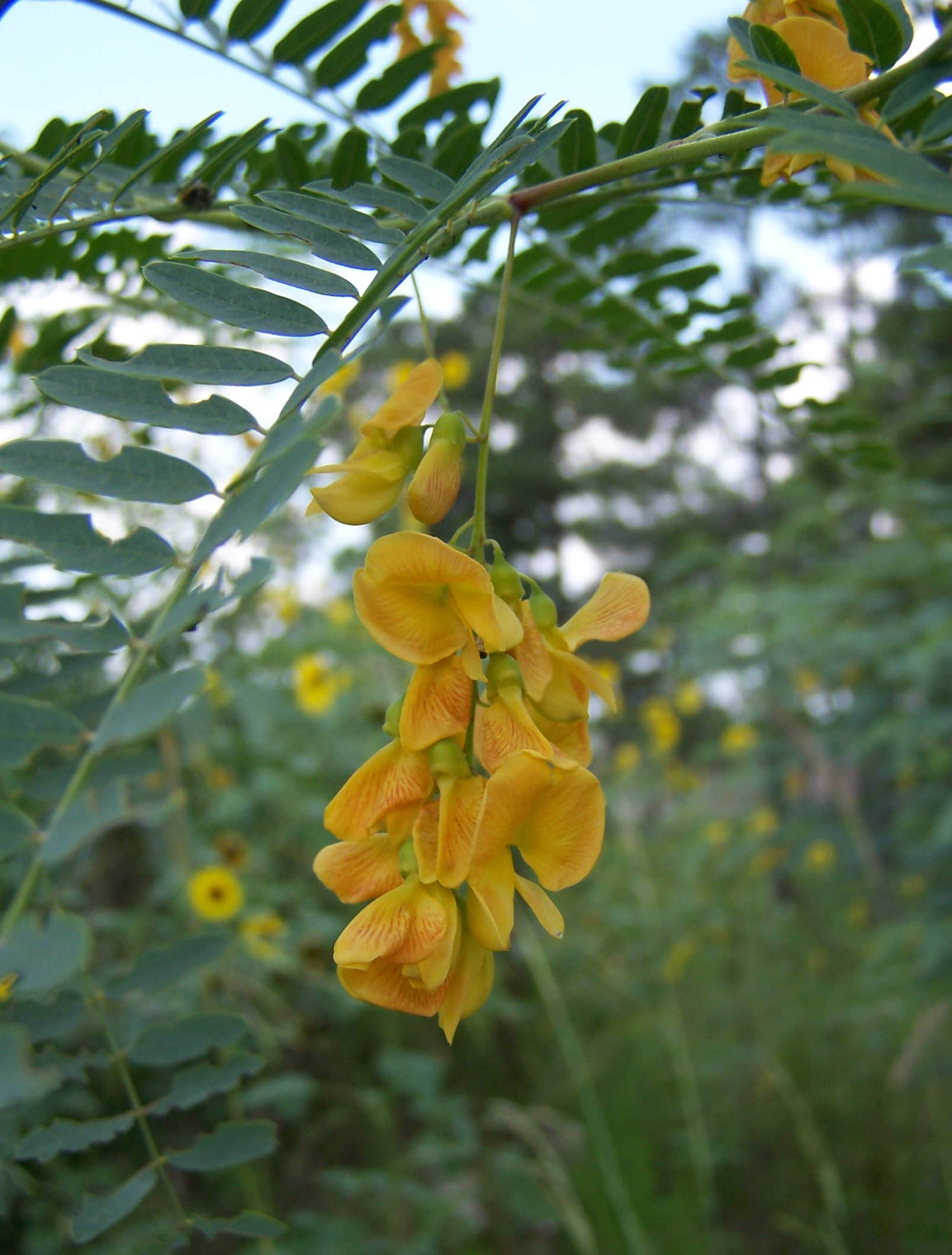
Blütenstand mit Schmetterlingsblüten von Sesbania drummondii

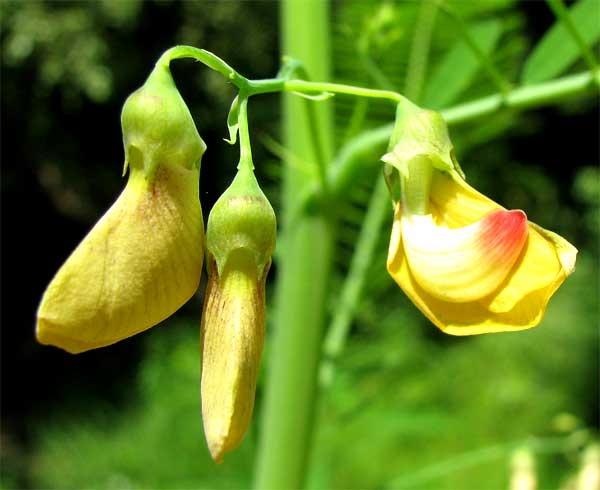
Knopen und fast geöffnete Schmetterlingsblüten von Sesbania herbacea, deutlich zu erkennen ist der Kelch

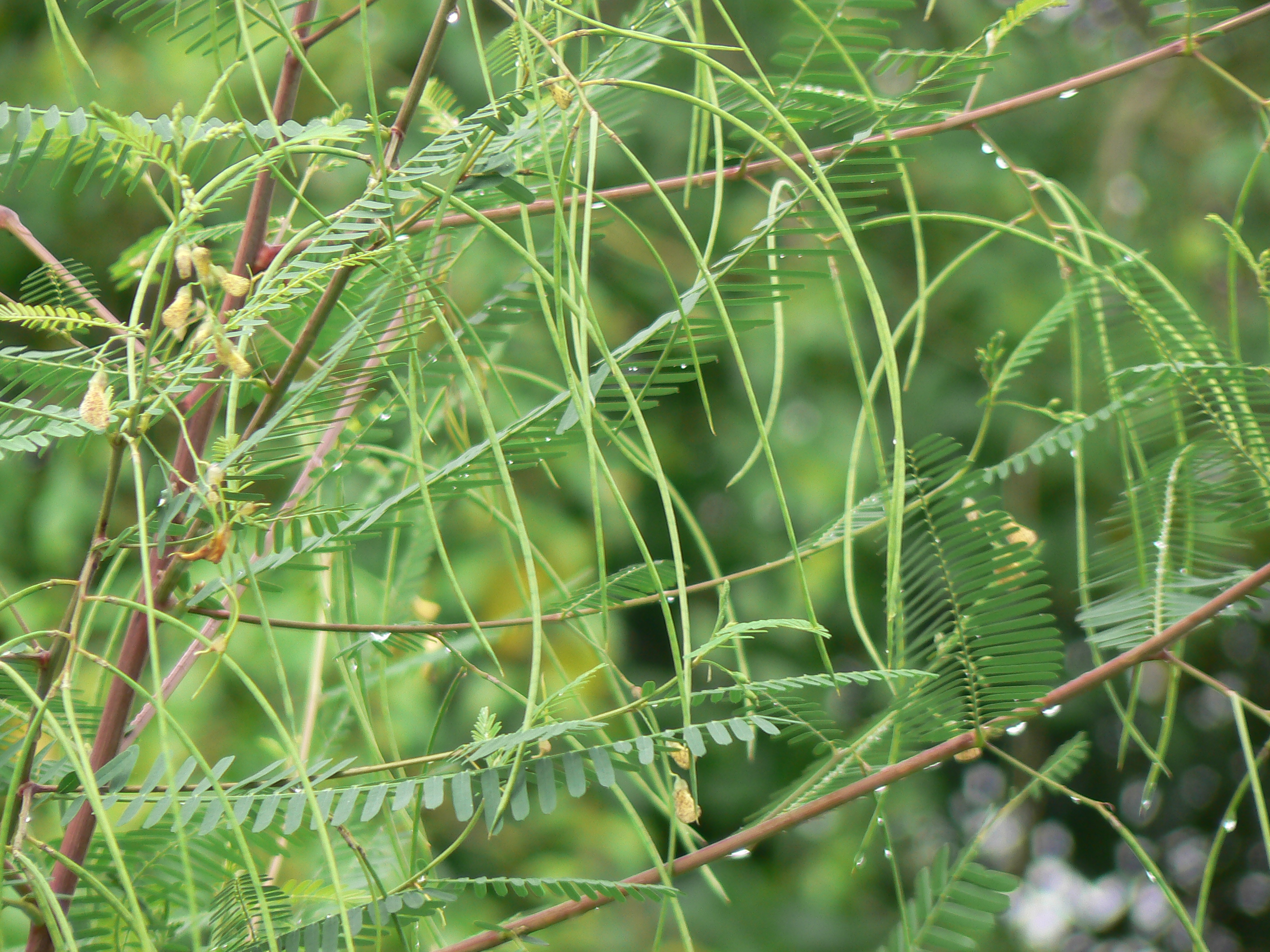
Paarige gefiederte Laubblätter und sehr lange Hülsenfrüchte von Sesbania sesban

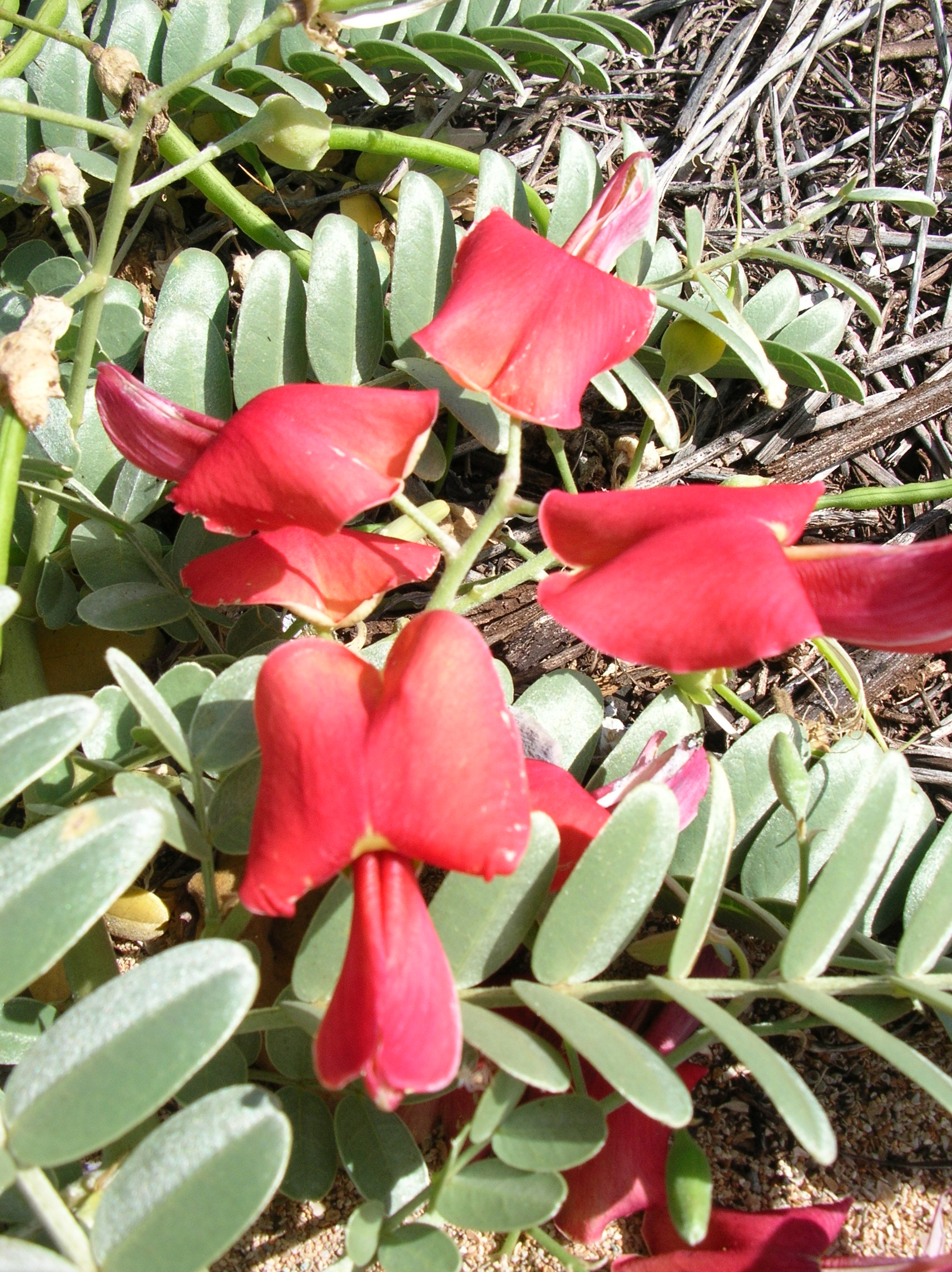
Behaarte, paarige gefiederte Laubblätter und Schmetterlingsblüten von Sesbania tomentosa

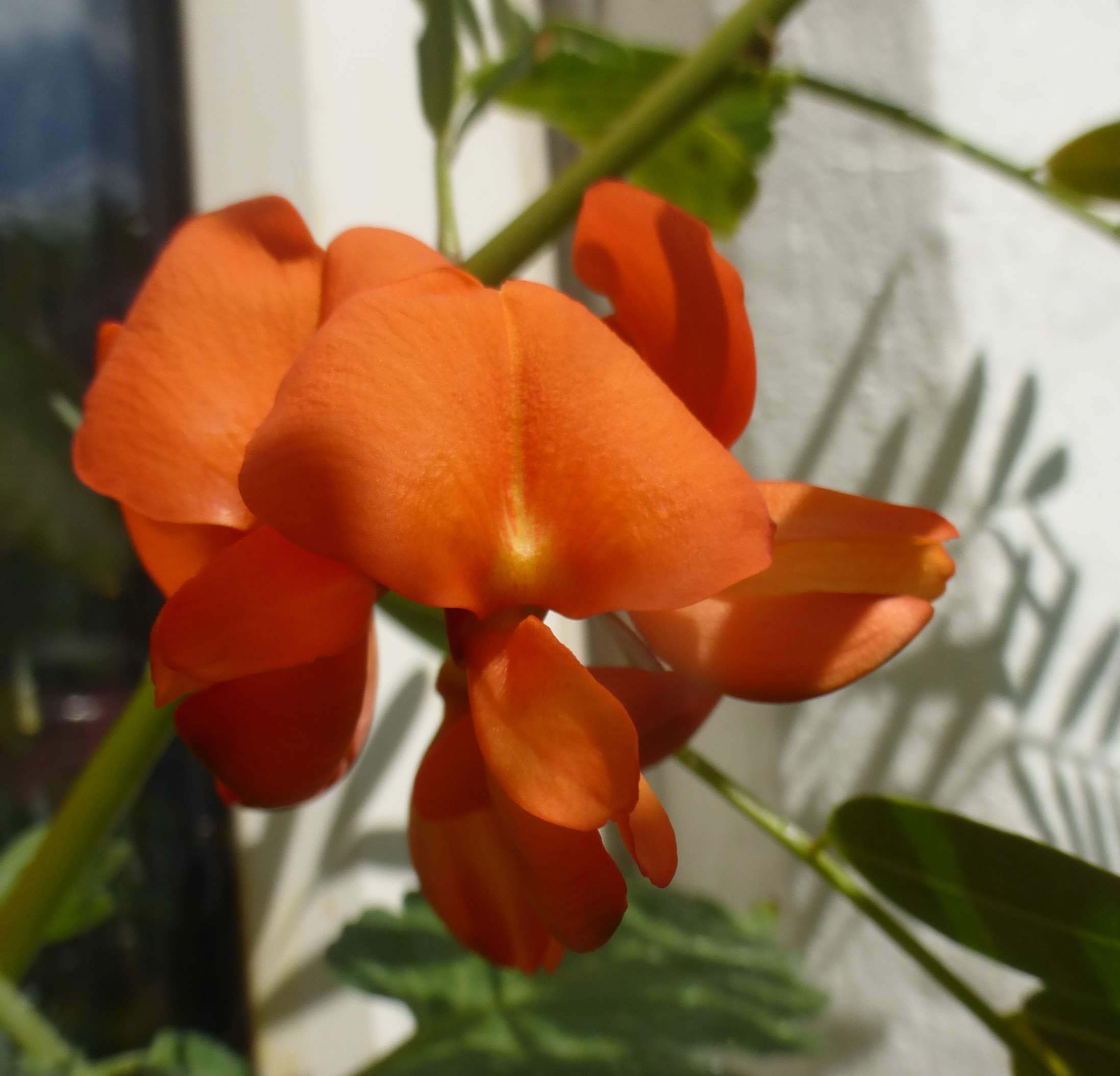
Orange Schmetterlingsblüten von Sesbania punicea

## Systematik
Sesbania ist die einzige Gattung der Tribus Sesbanieae in der Unterfamilie Faboideae innerhalb der Familie der Fabaceae. Der Gattungsname Sesbania wurde 1777 durch Giovanni Antonio Scopoli in Introductio ad Historiam Naturalem, S. 308–309 erstveröffentlicht. Typusart ist Sesbania sesban (L.) Merr. Synonyme für Sesbania Scop. sind: Agati Adans., Darwinia Raf., Daubentonia DC., Daubentoniopsis Rydb., Glottidium Desv., Sesban Adans.
Die Gattung Sesbania enthält etwa 55 Arten:
- Sesbania benthamiana Domin: Sie kommt in Australien vor.[2]
- Sesbania bispinosa (Jacq.) W.Wight: Sie kommt in Afrika, Madagaskar, Arabien und Südasien vor.[2]
- Sesbania brachycarpa F.Muell.: Sie kommt in Australien vor.[2]
- Sesbania brevipeduncula J.B.Gillett: Sie kommt im tropischen und im südlichen Afrika vor.[2]
- Sesbania burbidgeae C.L.Gross: Die 2010 neu beschriebene Art kommt in Australien vor.[3]
- Sesbania campylocarpa (Domin) N.T.Burb.: Sie kommt in Queensland vor.[2]
- Sesbania cannabina (Retz.) Pers.
- Sesbania chippendalei N.T.Burb.
- Sesbania cinerascens Baker
- Sesbania coerulescens Harms
- Sesbania concolor J.B.Gillett
- Sesbania dalzielii E.Phillips & Hutch.
- Sesbania drummondii (Rydb.) Cory
- Sesbania dummeri E.Phillips & Hutch.
- Sesbania emerus (Aubl.) Urb.
- Sesbania erubescens (Benth.) N.T.Burb.
- Sesbania exasperata Kunth
- Sesbania formosa (F.Muell.) N.T.Burb.
- Sesbania goetzei Harms
- Sesbania grandiflora (L.) Pers.
- Sesbania greenwayi J.B.Gillett
- Sesbania hepperi J.B.Gillett
- Sesbania herbacea (Mill.) McVaugh
- Sesbania hirtistyla J.B.Gillett
- Sesbania hobdyi Degener & Degener
- Sesbania javanica Miq.
- Sesbania keniensis J.B.Gillett
- Sesbania leptocarpa DC.
- Sesbania longifolia DC.
- Sesbania macowaniana Schinz
- Sesbania macrantha E.Phillips & Hutch.
- Sesbania macroptera Micheli
- Sesbania madagascariensis Du Puy & Labat
- Sesbania microphylla E.Phillips & Hutch.
- Sesbania notialis J.B.Gillett
- Sesbania pachycarpa DC.
- Sesbania paucisemina J.B.Gillett
- Sesbania procumbens (Roxb.) Wight & Arn.
- Sesbania punicea (Cav.) Benth.
- Sesbania quadrata J.B.Gillett
- Sesbania rostrata Bremek. & Oberm.
- Sesbania sericea (Willd.) Link
- Sesbania sesban (L.) Merr.
- Sesbania simpliciuscula Benth.
- Sesbania somaliensis J.B.Gillett
- Sesbania speciosa Taub.
- Sesbania sphaerosperma Welw.
- Sesbania subalata J.B.Gillett
- Sesbania sudanica J.B.Gillett
- Sesbania tetraptera Baker
- Sesbania tomentosa Hook. & Arn.
- Sesbania transvaalensis J.B.Gillett
- Sesbania uliginosa (Roxb.) G.Don: Sie kommt in Indien, Bangladesch und Myanmar vor.[2]